# Xylota lapsa
Xylota lapsa är en tvåvingeart som beskrevs av Mutin 1993. Xylota lapsa ingår i släktet vedblomflugor, och familjen blomflugor. Inga underarter finns listade i Catalogue of Life.